# Lovro Anić
Lovro Anić (Osijek, 22. lipnja 1997.)  hrvatski je nogometaš koj igra na poziciji veznog. Trenutačno igra za Belišće.